# Essence (Wizkid)
Essence è un singolo del cantante nigeriano Wizkid, pubblicato il 29 giugno 2021 come quarto estratto dal quarto album in studio Made in Lagos.

## Descrizione
Il brano, che vede la partecipazione della cantante nigeriana Tems, appartiene al genere dell'afrobeat e del contemporary R&B. Il 13 agosto 2021 è stato pubblicato il remix ufficiale del brano, realizzato in collaborazione con il cantante canadese Justin Bieber.

## Video musicale
Il video musicale, diretto da Director K of PriorGold Pictures e prodotto da Leke Alabi Isama, è stato girato nella capitale ghanese di Accra ed è stato reso disponibile il 9 aprile 2021 tramite YouTube.

## Tracce
Streaming
1. Essence (feat. Justin Bieber & Tems) – 4:23

## Successo commerciale
Essence è divenuto il primo brano nigeriano nella storia ad entrare nella Billboard Hot 100 statunitense, debuttando a luglio 2021 all'82º posto con 5,5 milioni di stream registrati. Grazie alla pubblicazione del remix ha scalato la classifica, entrando in top ten alla 10ª posizione nella pubblicazione del 16 ottobre successivo con 48,9 milioni di audience radiofonica, 11,2 milioni di riproduzioni in streaming e 3 200 copie digitali,  prima di raggiungere il suo picco finale al 9º posto la settimana seguente.

## Classifiche

### Classifiche settimanali
| Classifica (2021) | Posizione massima |
| ----------------- | ----------------- |
| Canada            | 30                |
| Irlanda           | 41                |
| Nuova Zelanda     | 15                |
| Paesi Bassi       | 76                |
| Portogallo        | 108               |
| Regno Unito       | 16                |
| Stati Uniti       | 9                 |
| Sudafrica         | 7                 |
| Svizzera          | 95                |

### Classifiche di fine anno
| Classifica (2021) | Posizione |
| ----------------- | --------- |
| Regno Unito       | 97        |
| Stati Uniti       | 60        |
| Classifica (2022) | Posizione |
| Stati Uniti       | 64        |